# フィラデルフィア・インターナショナル・チャンピオンシップ
フィラデルフィア・インターナショナル・チャンピオンシップ（Philadelphia International Championship）は例年6月上旬、アメリカ合衆国、フィラデルフィアで行なわれる、自転車競技・ロードレースのワンデイレースである。

## 概要
1985年に創設。初代優勝者は、1980年に開催されたレークプラシッドオリンピックのスピードスケート5種目完全制覇を達成した、エリック・ハイデンであった。創設年から2005年まで、全米プロ選手権（USPRO Championship）という別称を持っていたが、USAC（USAサイクリング）が同年限りでスポンサーから撤退したため、当該名称は使用されなくなった。
2006年より、コマース・バンクがスポンサーとなり、コマース・バンク・インターナショナル・チャンピオンシップ（Commerce Bank International Championship）という名称となった。2011年からは、TD・バンク・インターナショナル・サイクリング・チャンピオンシップと名称を変更。UCIアメリカツアー1.HCにランクされている。行程は約251km。
スポンサーの獲得が難しく資金難となったため、2017年以降開催されていない。

## 歴代優勝者
| 年   | 優勝者                   |
| ---- | ------------------------ |
| 1985 | エリック・ハイデン       |
| 1986 | トーマス・プレーン       |
| 1987 | トム・シューラー         |
| 1988 | ロベルト・ガッジオーリ   |
| 1989 | グレッグ・オラヴェツ     |
| 1990 | パオロ・チミーニ         |
| 1991 | ミヘル・ザノリ           |
| 1992 | バート・ボーウェン       |
| 1993 | ランス・アームストロング |
| 1994 | シェーン・イエートス     |
| 1995 | ノーマン・アルヴィス     |
| 1996 | エディ・グラガス         |
| 1997 | マッシミリアーノ・レッリ |
| 1998 | ジョージ・ヒンカピー     |
| 1999 | ヤコブ・ピール           |

| 年   | 優勝者                         |
| ---- | ------------------------------ |
| 2000 | ヘンク・ヴォジェルス           |
| 2001 | フレッド・ロドリゲス           |
| 2002 | マーク・ウォルタース           |
| 2003 | ステファノ・ツァニーニ         |
| 2004 | フランシスコ・ホセ・ベントソ   |
| 2005 | クリス・フェリー               |
| 2006 | グレッグ・ヘンダーソン         |
| 2007 | フアン・ホセ・アエド           |
| 2008 | マティ・ブレシェル             |
| 2009 | アンドレ・グライペル           |
| 2010 | マシュー・ゴス                 |
| 2011 | アレックス・ラスムセン         |
| 2012 | アレクサンドル・セレブリャコフ |
| 2013 | キール・レイネン               |
| 2014 | キール・レイネン               |
| 2015 | カルロス・バルベロ             |
| 2016 | エドゥアルド・プラデス         |